# Gömörfüge
Gömörfüge (Füge, szlovákul: Figa) község Szlovákiában, a Besztercebányai kerületben, a Rimaszombati járásban.

## Fekvése
Tornaljától 7 km-re délnyugatra, a Vály völgyének végénél, a Kálosa-patak jobb partján fekszik.
Keletről Oldalfala, északról Zsór, nyugatról Kálosa, délről pedig Baraca községekkel határos.
Gömörfügén keresztülhalad az 50-es főút Rimaszombat és Tornalja közötti szakasza, melynek a falut elkerülő szakaszát 2006-2008 között építették meg.

## Élővilága

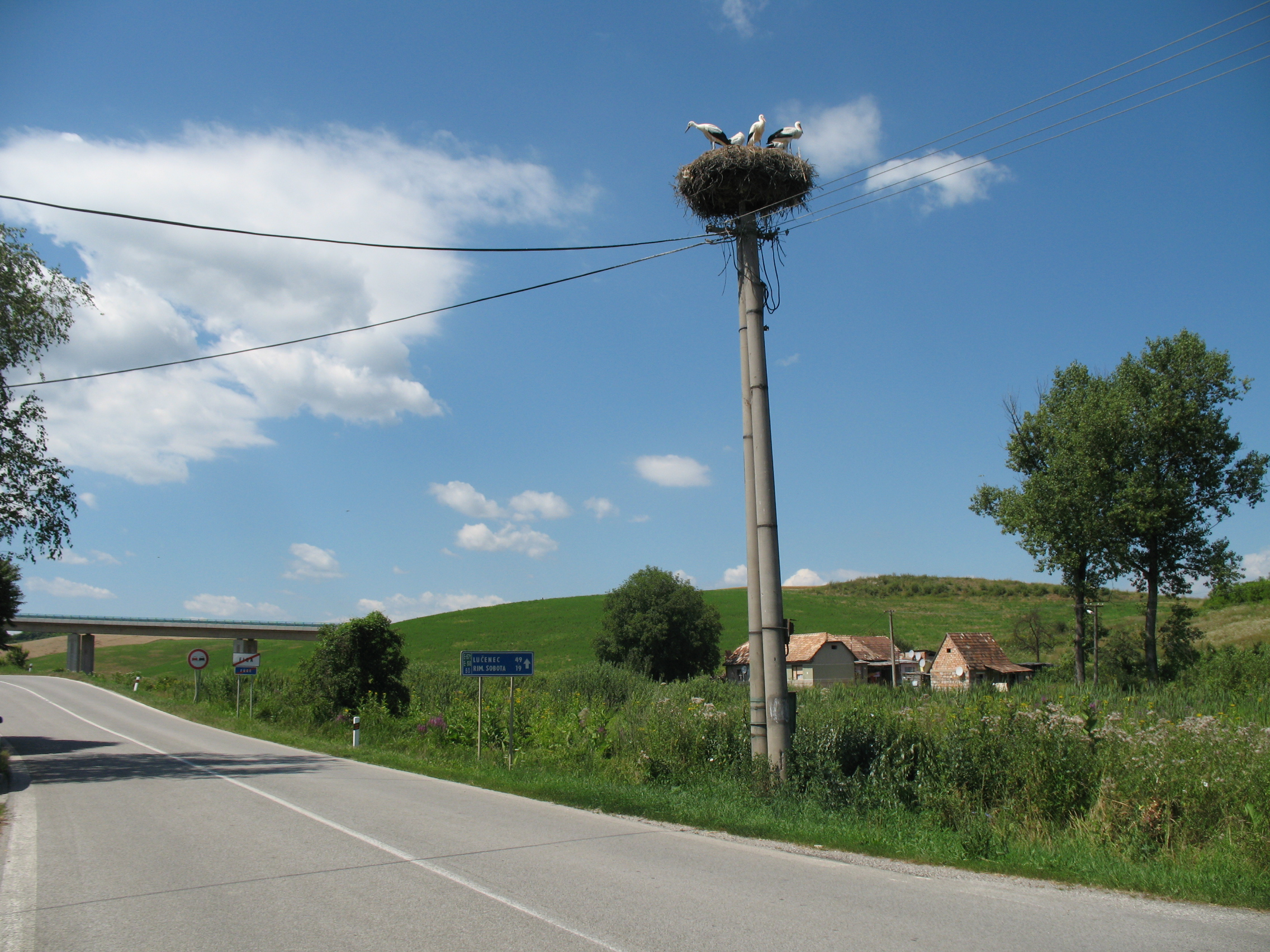
2013
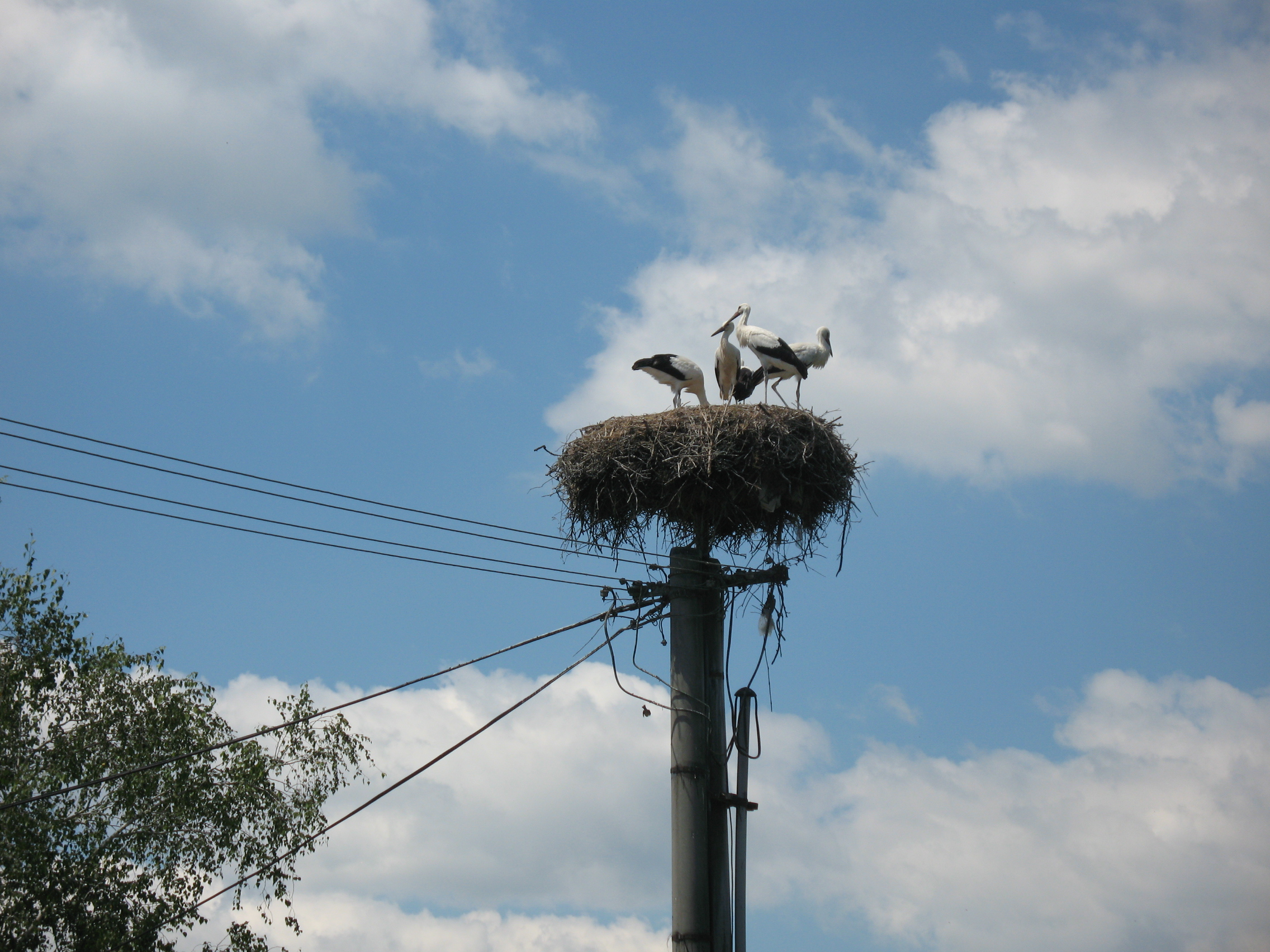
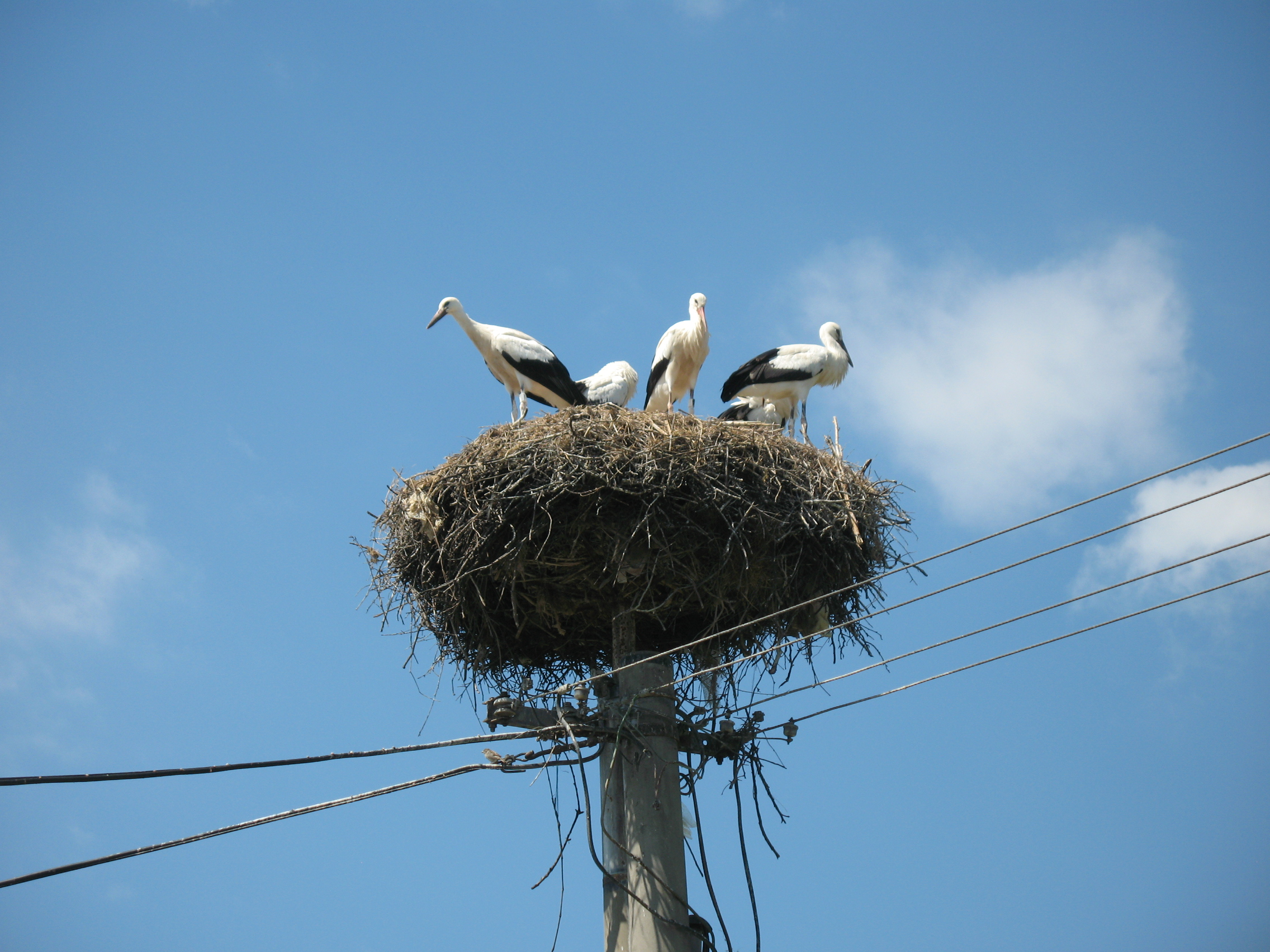
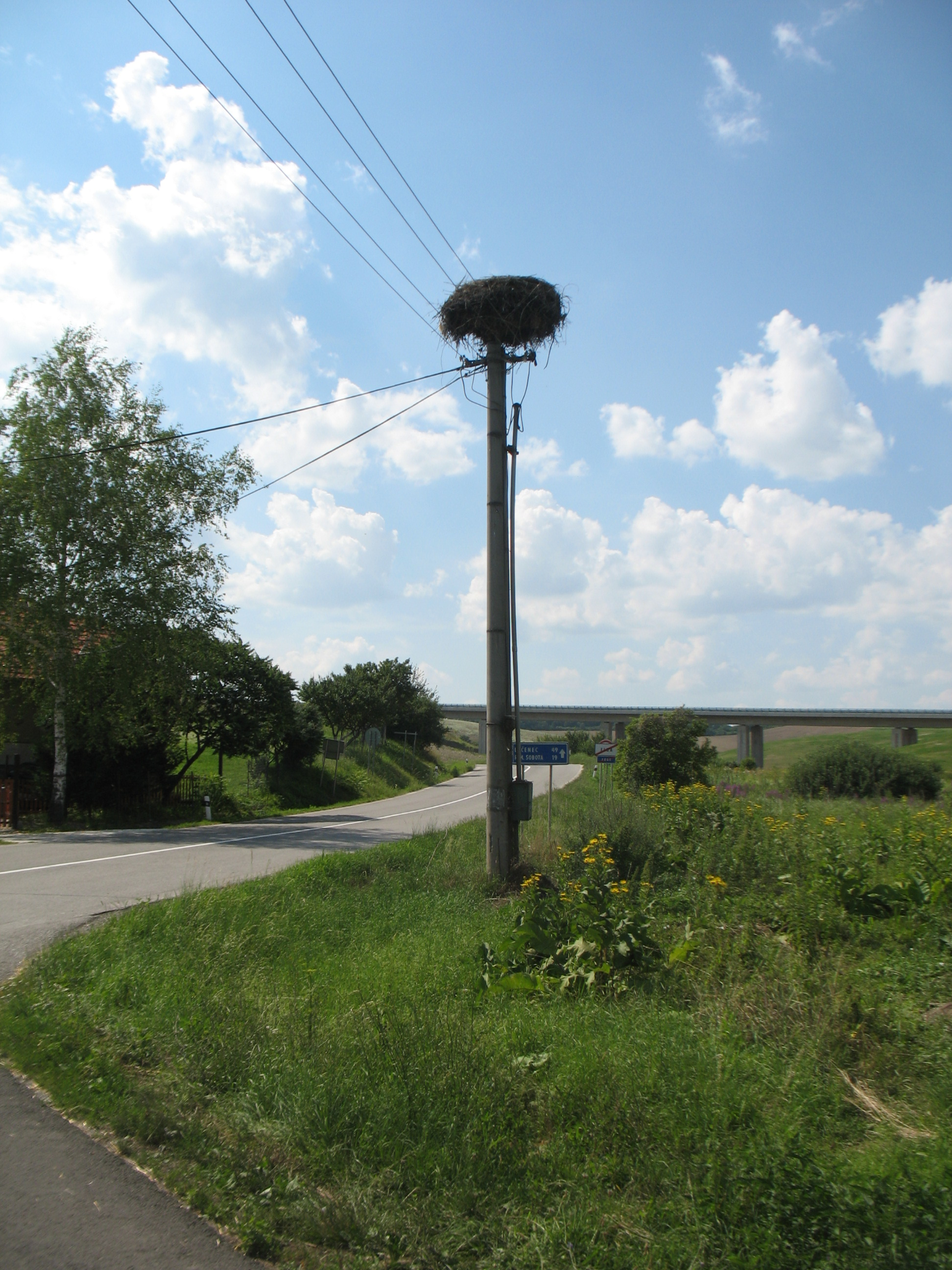
2014
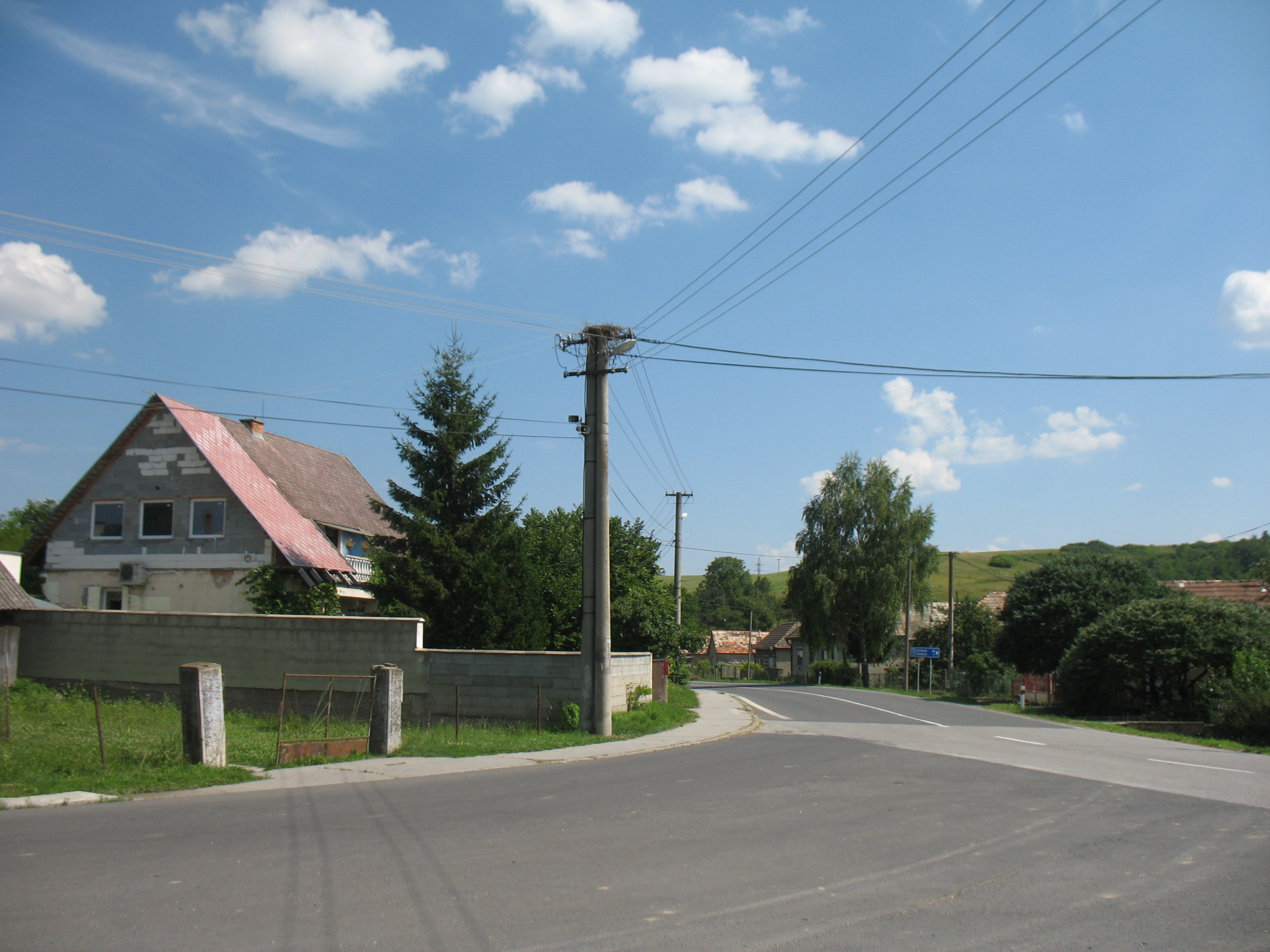
játszófészek

A faluban egy gólyafészek és egy játszófészek van. 2011-ben és 2012-ben 4, 2013-ban 5, 2014-ben 4 fiókát számoltak össze.

## Története
A település valószínűleg a 10-11. században keletkezett. 1244-ben "Fygey" alakban említik először. Nemesi község volt, mely a 15. században Alsó- és Felsőfügére oszlott. 1409-ben "Felsewfygey", 1786-ban "Fige" alakban szerepel az írott forrásokban. A török támadások következtében átmenetileg elnéptelenedett. A 19. század elején Alsófügének 70 háza volt 579 lakossal, közülük 40 nemes. Lakói főként mezőgazdaságból éltek. A múltban több nemesi kúria is állt a községben, ezekből mára csak egy maradt.
Vályi András szerint „FIGE. vagy Füge. Magyar falu Gömör Vármegyében, földes Urai külömbféle Urak, lakosai katolikusok, fekszik egy motsáros völgyben, Sajó vizétöl egy mértföldnyire. Határbéli földgye tiszta, és kétszeres búzát terem, piatzozása három, ’s négy mértföldnyire, legelője szükségekre elég, mind a’ kétféle fája van, gyümöltsös, és konyha kertyei jók, keresettye só alatt, és szőlő munkával, kendert áztató vize alkalmatos, második Osztálybéli.”
Fényes Elek szerint „Füge, helység, Gömör vgyében, napkeletről Óldalfala, éjszakról alsó Kálosa határaival szomszédos. E helységen visz Tornalljától keresztül Rima-Szombat felé vivő országut, a helység alsó végin; az országuthoz közel van Hevessi Bertalannak csinos nemesgyümölcsfajokkal beültetett kertje; nagy, de még el nem készült lakháza. Van a r. katholikusoknak templomjuk, – a lakosok száma 418-ra megy, ezek közül r. kath. 329, evang. férfi 15, asszony 22; reform. 52. Mindnyájan magyar nyelven beszélnek. Van 6 6/8 urbéri telek, 14 zsellér, 14 lakó, 21 2/8 majorsági telek; 992 hold erdő s legelő. Mind a mellett, hogy szántófölde dombos s meredek, mégis megtermi a legszebb tisztabuzát s egyebet; rétje a Vály völgyi patak veszedelmes árjának van gyakorta kitéve. Birják ezen helységet: Rákóczi, Hevessi, Vad, Szakál, Rácz urak, és özv. Pankovicsné asszony.”
Gömör vármegye monográfiája szerint „Füge, a tornallya-bánrévei vasútvonal mentén fekvő magyar kisközség, 89 házzal és 470 róm. kath. vallású lakossal. A községet már a pápai tizedszedők jegyzéke említi Figes név alatt. 1407-ben a Mikófalvy család bírta és ekkor Figew volt a neve. Két évvel később már mint két külön község szerepel, Alsó és Felső jelzővel s birtokosai a Csató és a Kozma családok. 1435-ben már a Fügey családot is említik az egykorú oklevelek. Azután a Baloghy család is szerez itten részeket, később pedig a Rákóczy, Palkovics, Rácz, Vad, Hevessy, Szakall és a Fáy családok. Jelenleg Hevessy Benedeknek és Ruthényi Bélának van itt nagyobb birtoka. Három csinos úrilak is van a községben, melyeket a Palkovics, a Vad és a Hevessy családok építtettek. A községhez tartozik Aranyszék puszta, mely mint külön község már a XIV. században szerepel, a mikor is a Csetnekiek voltak az urai. E község vidékén feküdt hajdan Szentlélek, azóta elpusztult falu, mely a XV. század elején a Rozgonyiak birtoka. 1479-ben a mellétei Barna család és 1486-ban a Giczey, utána pedig az Orosz család volt az ura. Ezen a vidéken feküdt Erdőszád község is, mely 1435-ben a Baloghy család birtoka volt. 1874-ben az egész község leégett. A kath. templom 1810-ben épült. Posta van a községben, távírója és vasúti állomása pedig Tornallya.”
A trianoni békeszerződésig területe Gömörés Kishont vármegye Tornaljai járásához tartozott, ezután az új csehszlovák állem része lett. 1938 és 1944 között újra Magyarország része.
1947-ben magyar lakóinak nagy részét erőszakkal Magyarországra telepítették át, helyükre szlovákok költöztek. Földműves szövetkezete 1952-ben alakult.

## Népessége
| Év:            | 1994. | 2004.   | 2014.    | 2024.   |
| -------------- | ----- | ------- | -------- | ------- |
| Emberek száma: | 372   | 379     | 423      | 421     |
| Eltérés:       |       | +1,88 % | +11,60 % | -0,47 % |

| Év:            | 2023. | 2024.   |
| -------------- | ----- | ------- |
| Emberek száma: | 426   | 421     |
| Eltérés:       |       | -1,17 % |

1910-ben 422-en, túlnyomórészt magyarok lakták.
2001-ben 389 lakosából 170 magyar és 164 szlovák nemzetiségű.
2011-ben 418 lakosából 176 magyar, 171 szlovák és 44 roma.

## Nevezetességei
- Római katolikus temploma 1810-ben épült.
- Kastélya a 19. században épült klasszicista stílusban.

## Képtár

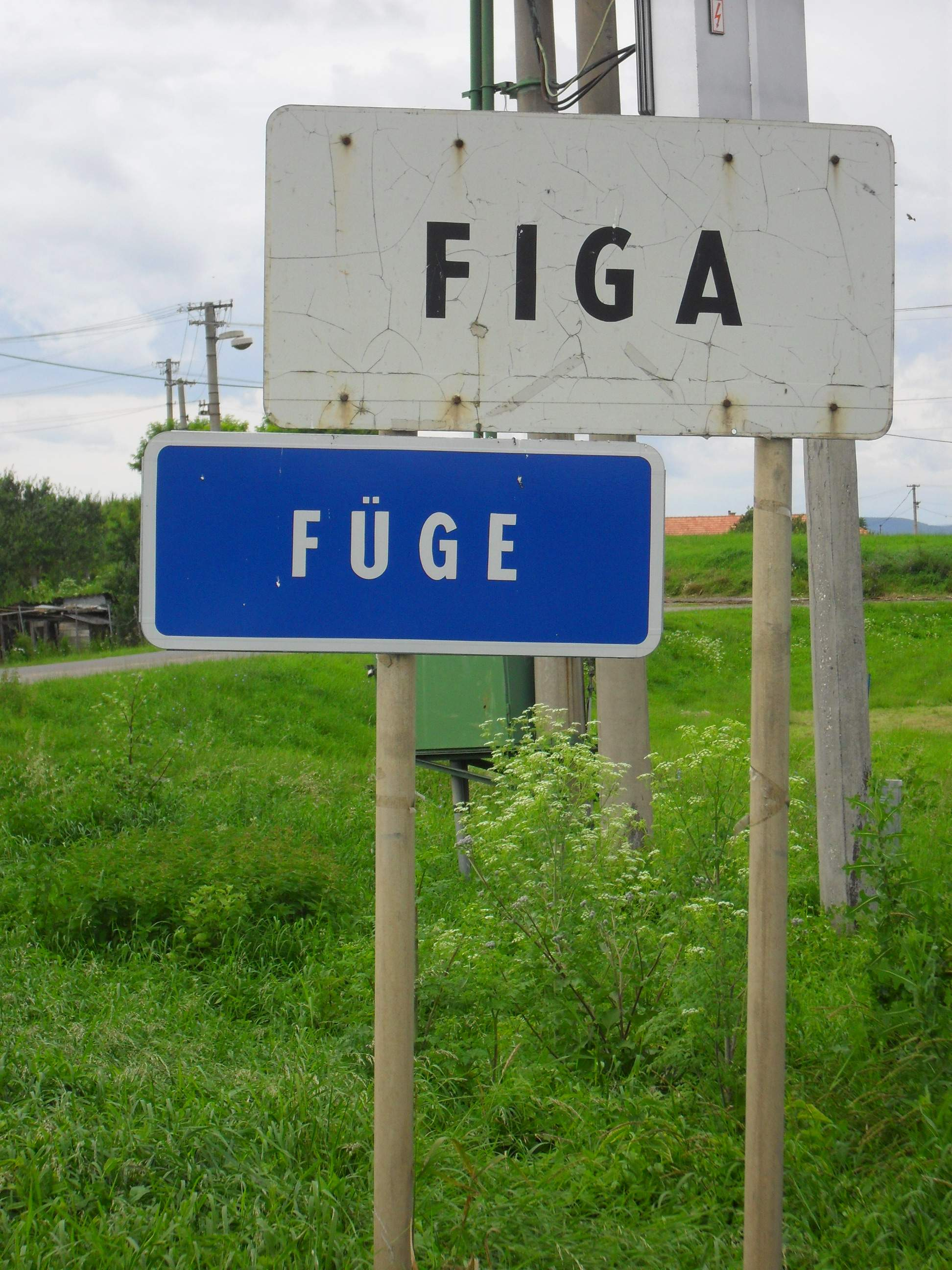
Kétnyelvű helységnévtábla
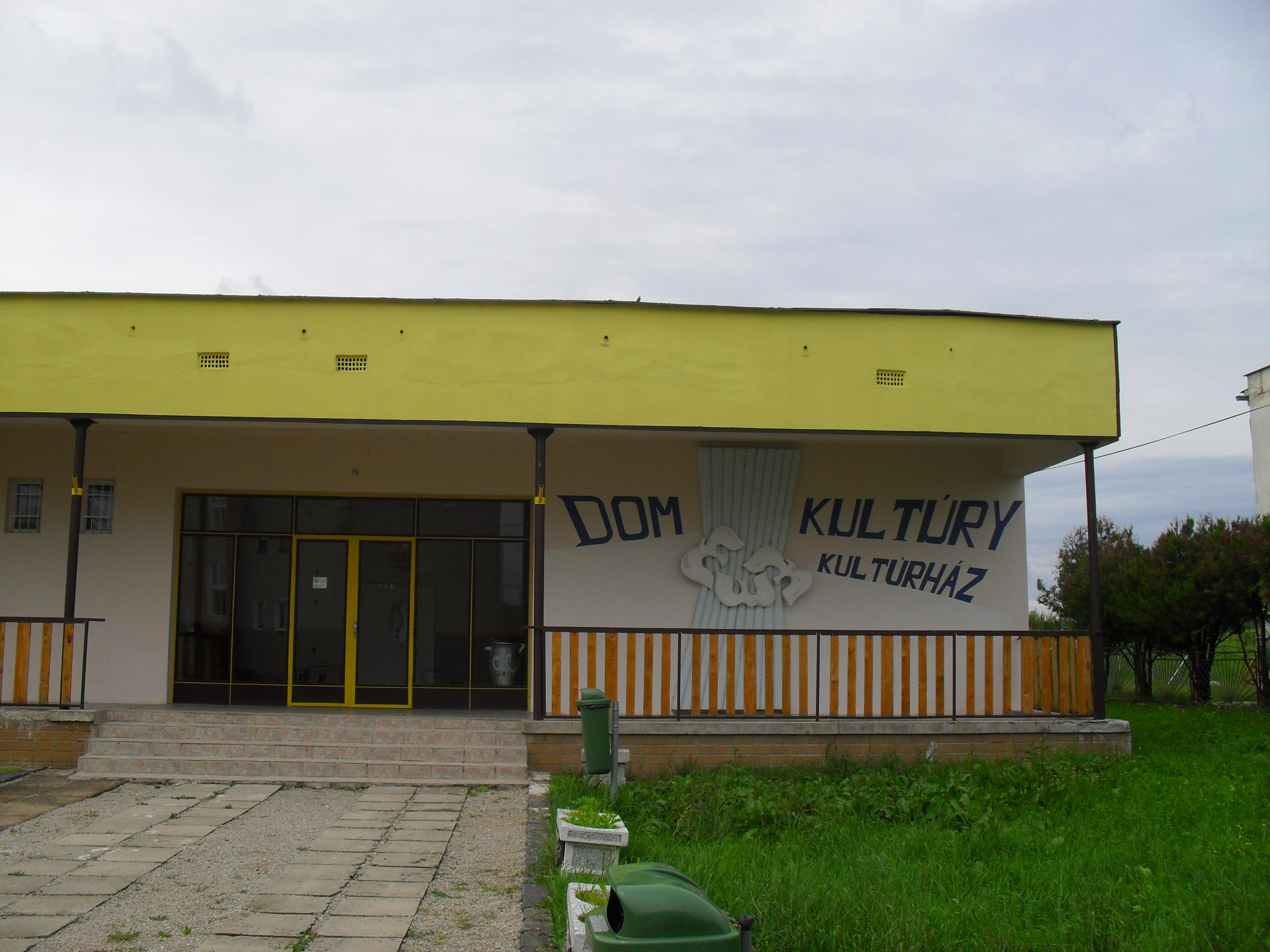
Kultúrház
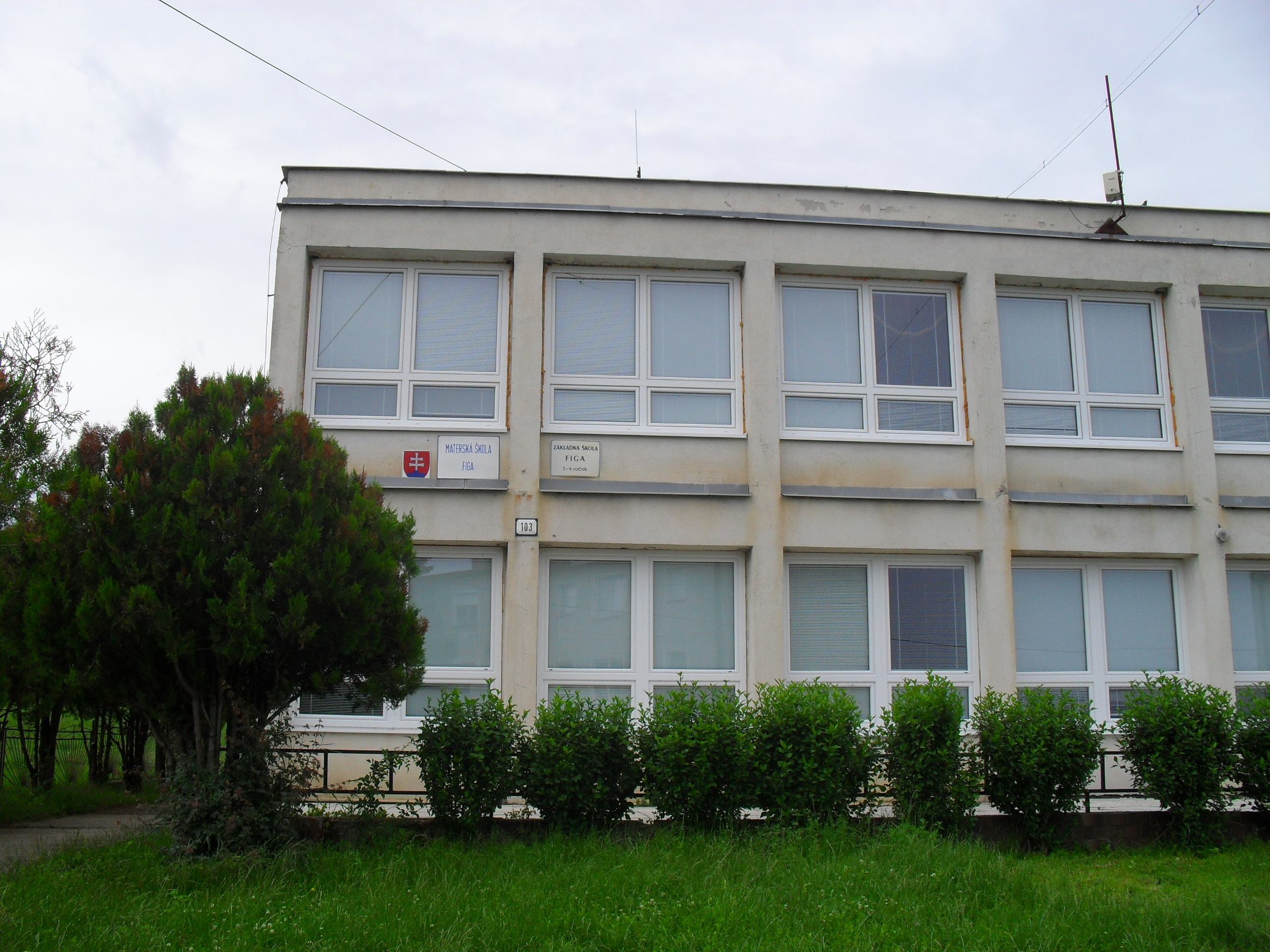
Alapiskola és óvoda
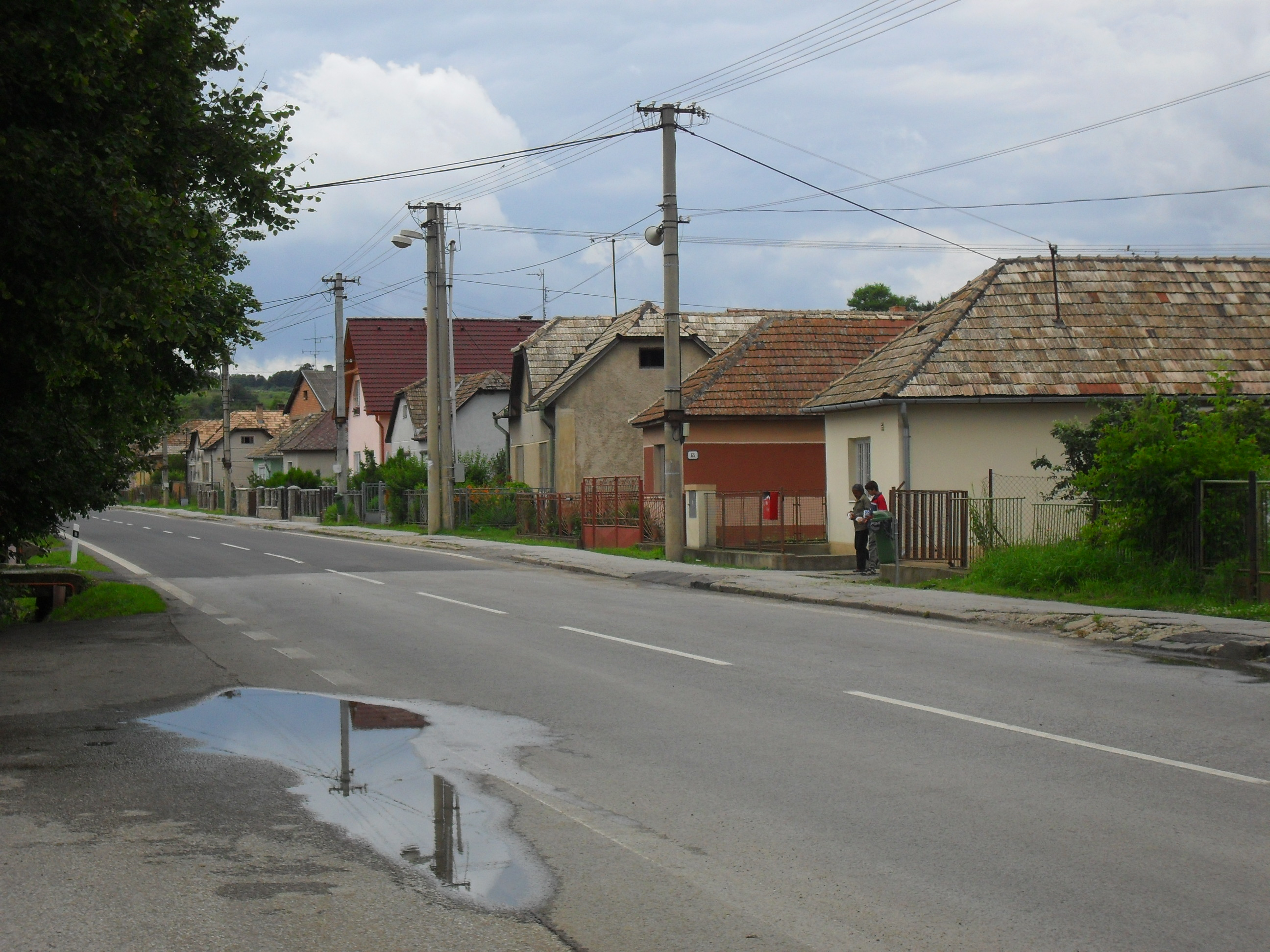
Gömörfügei utcakép
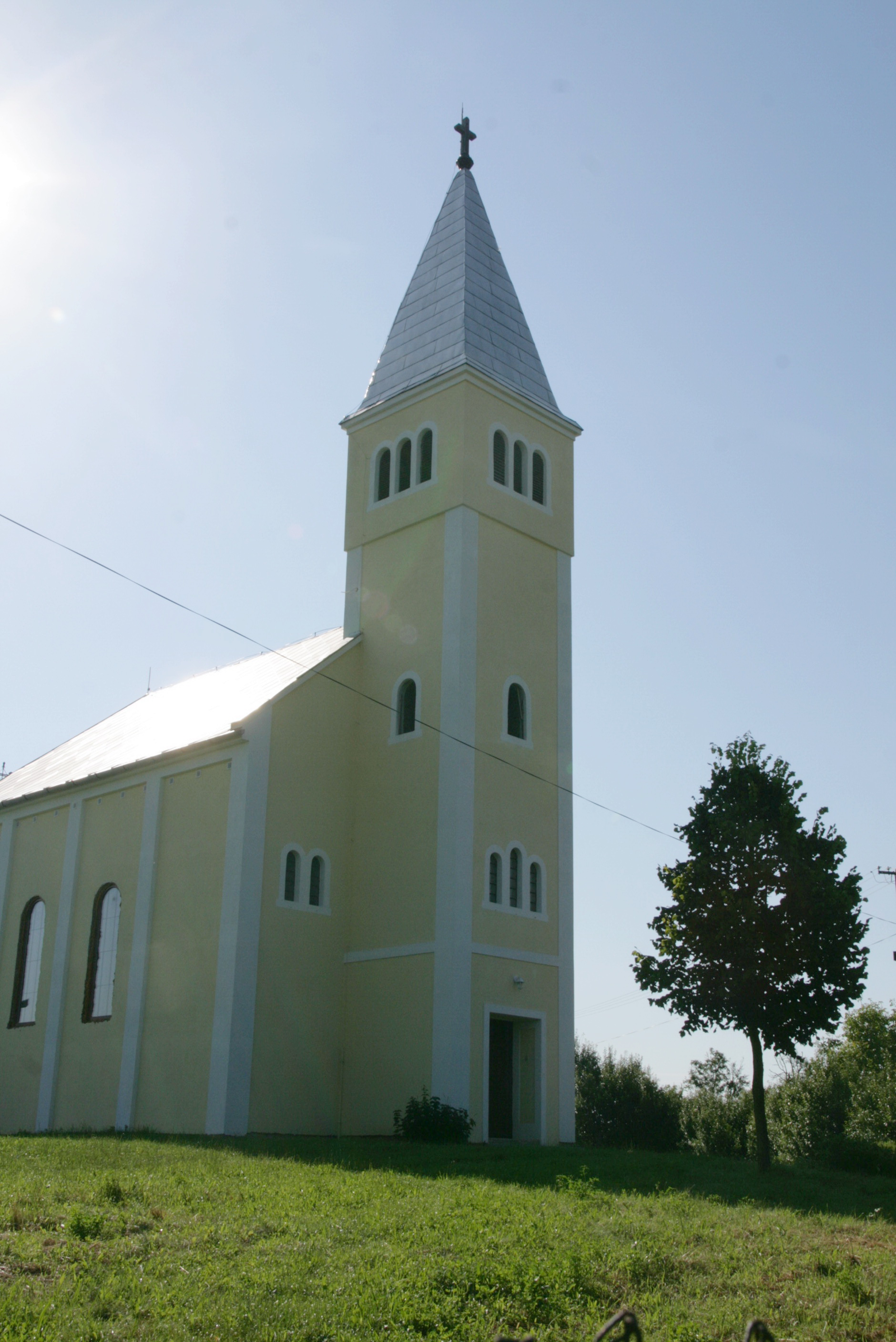
Katolikus templom
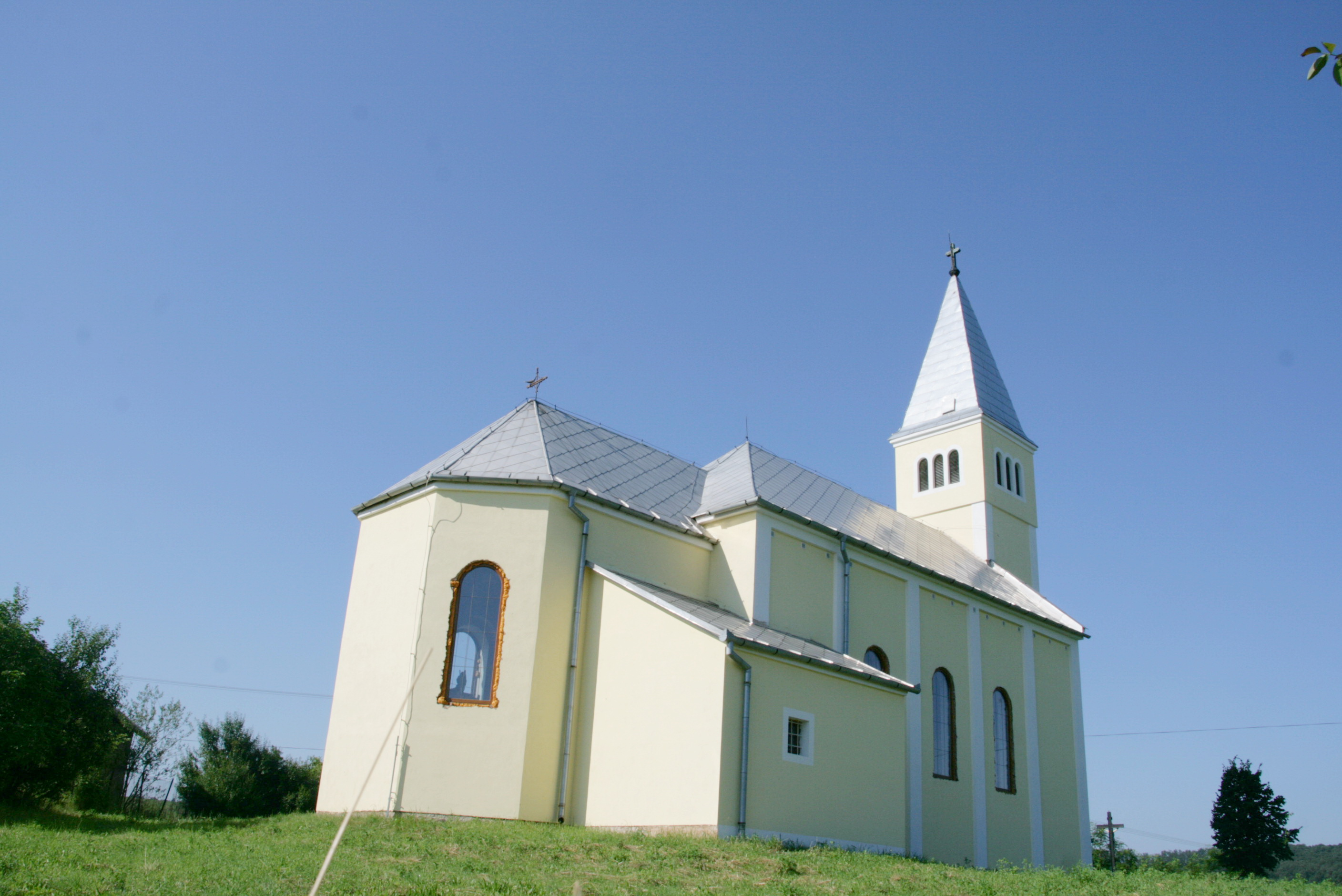
Katolikus templom
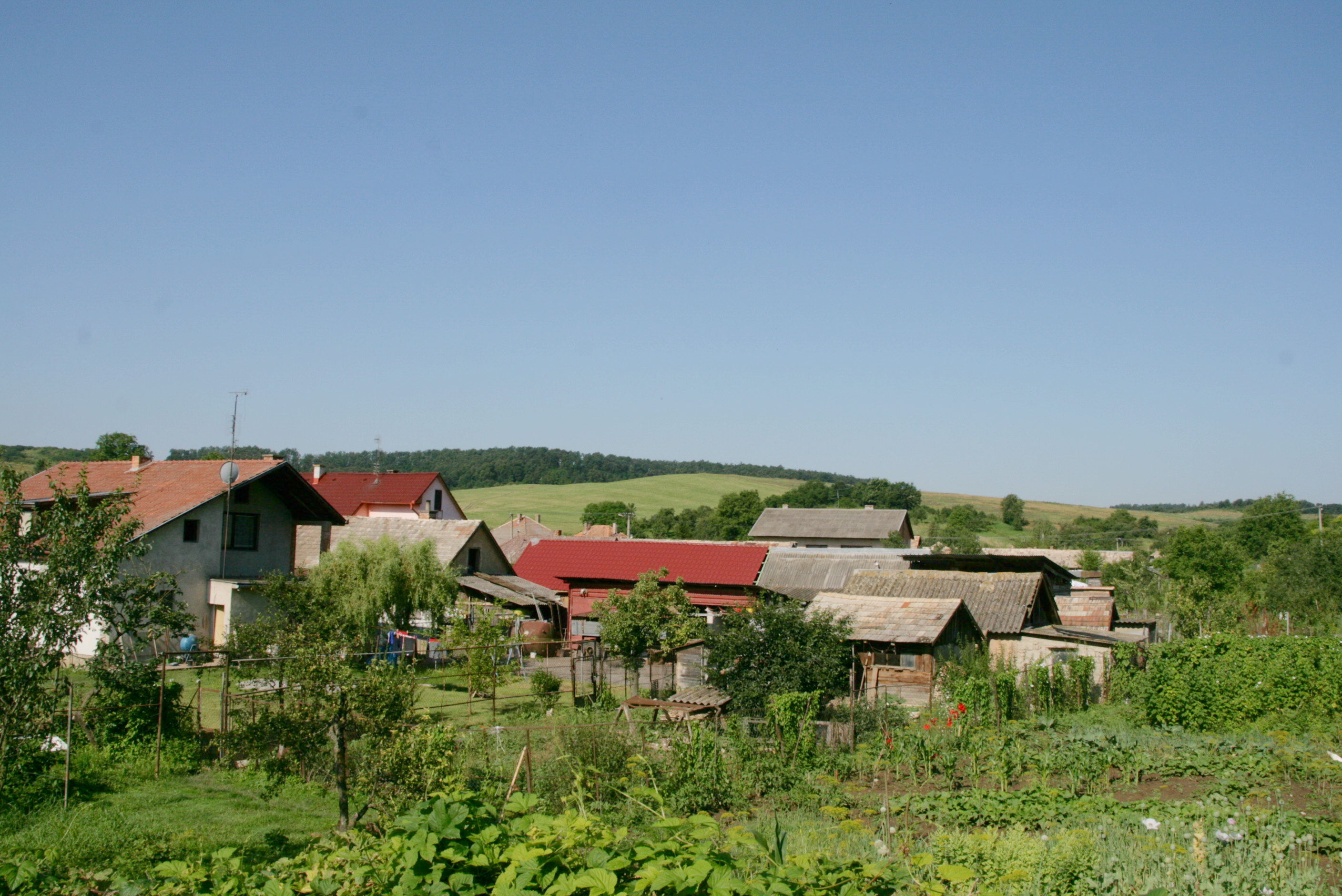
Gömörfügei részlet
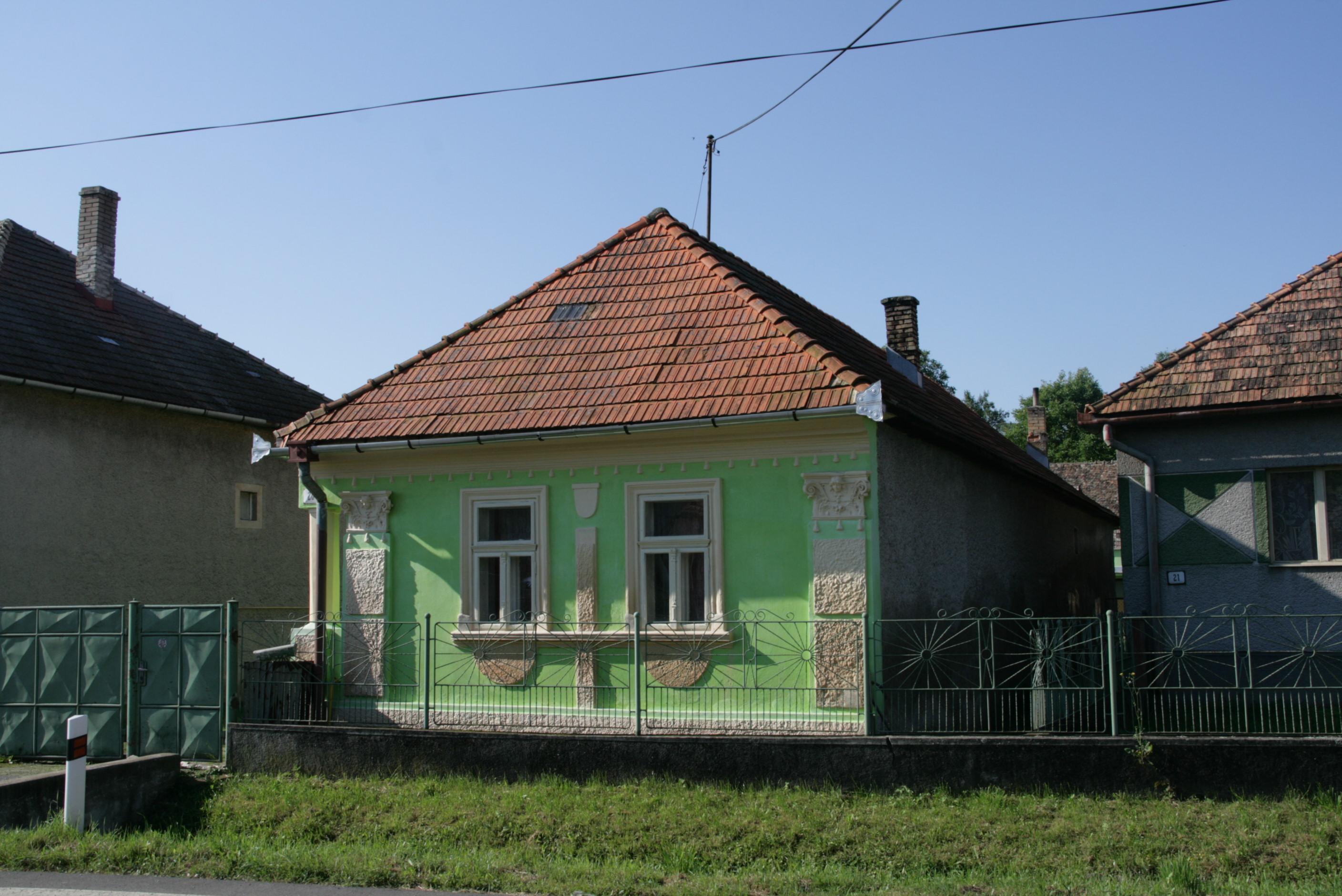
Régi ház a községben
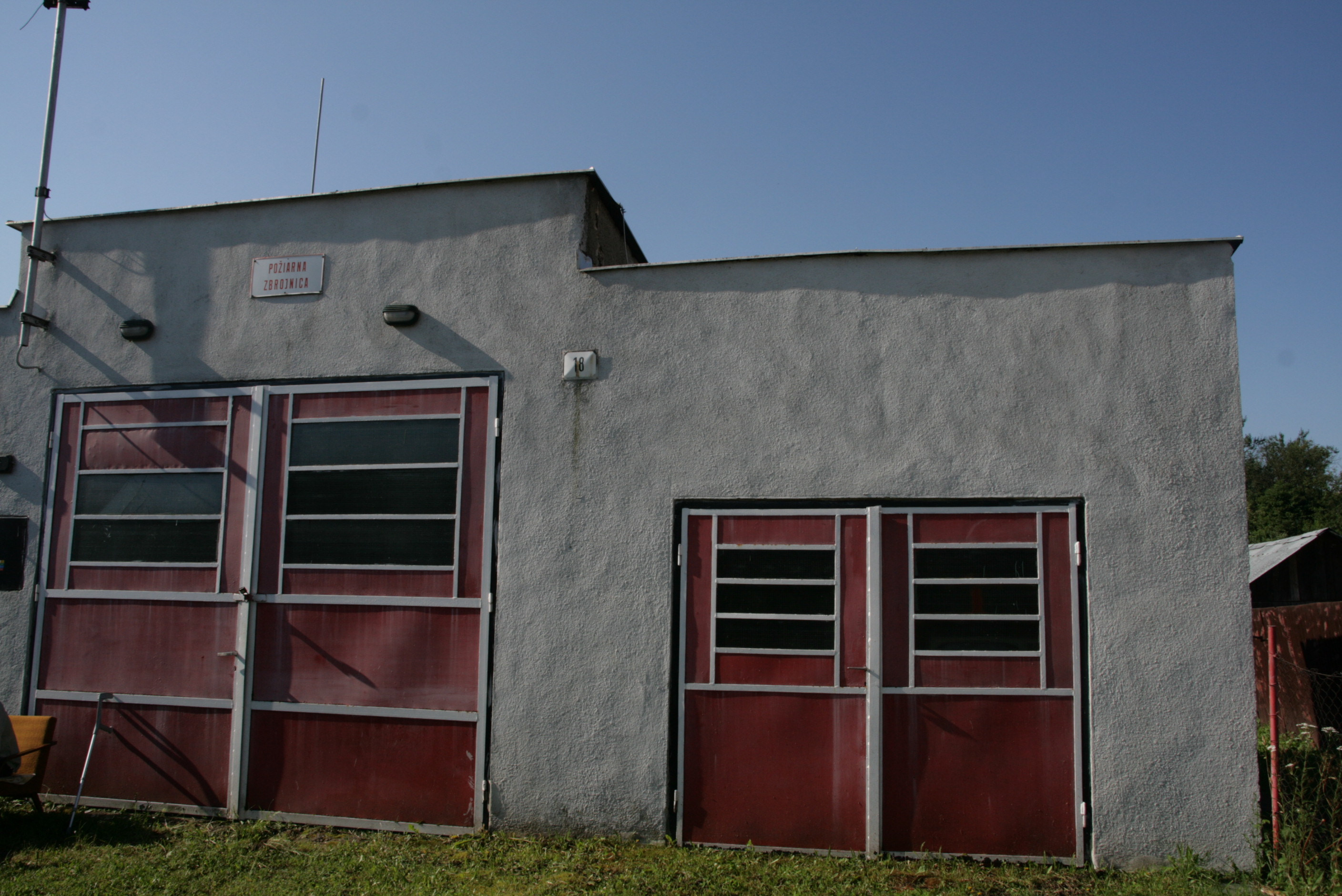
Tűzoltószertár
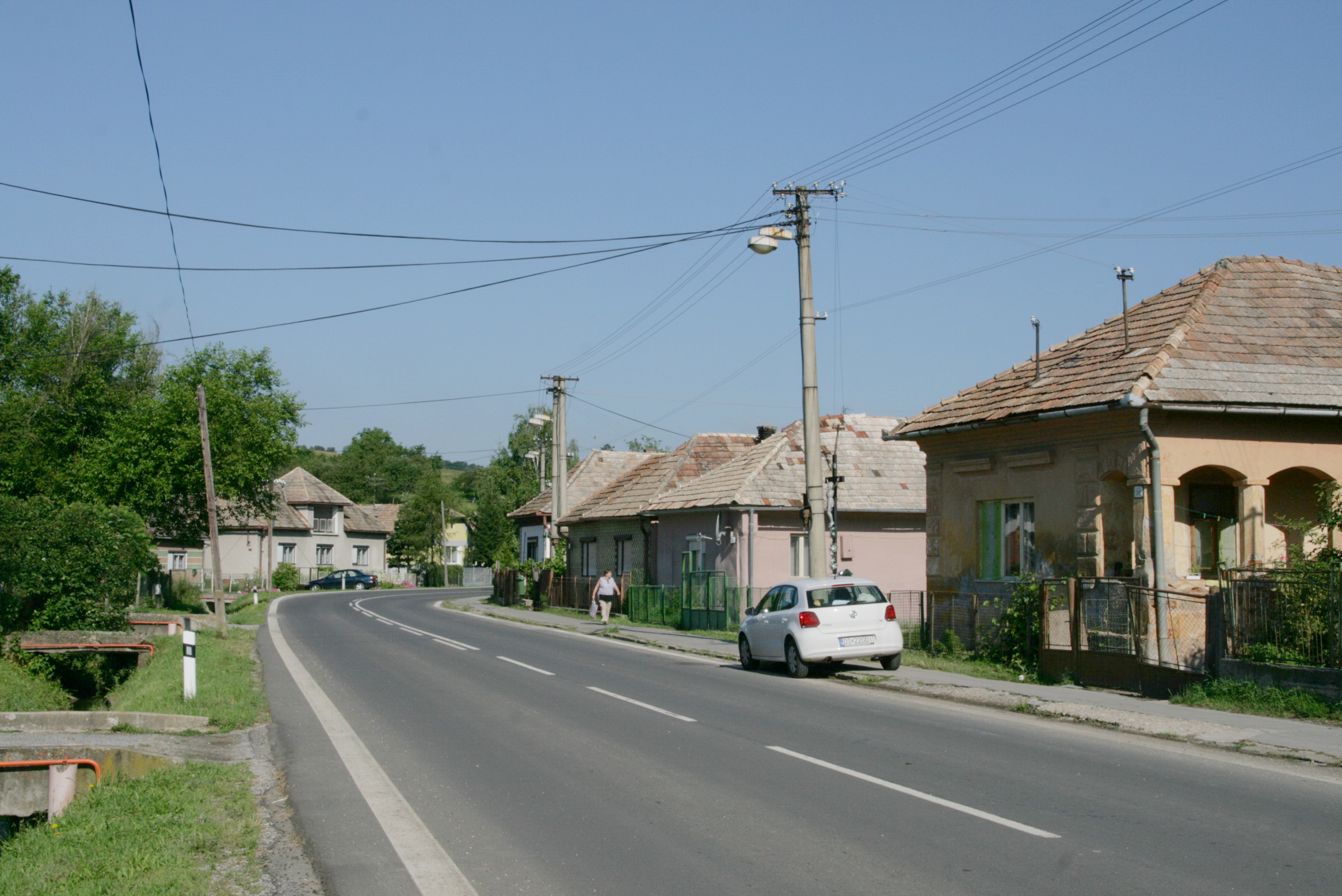
Utcakép
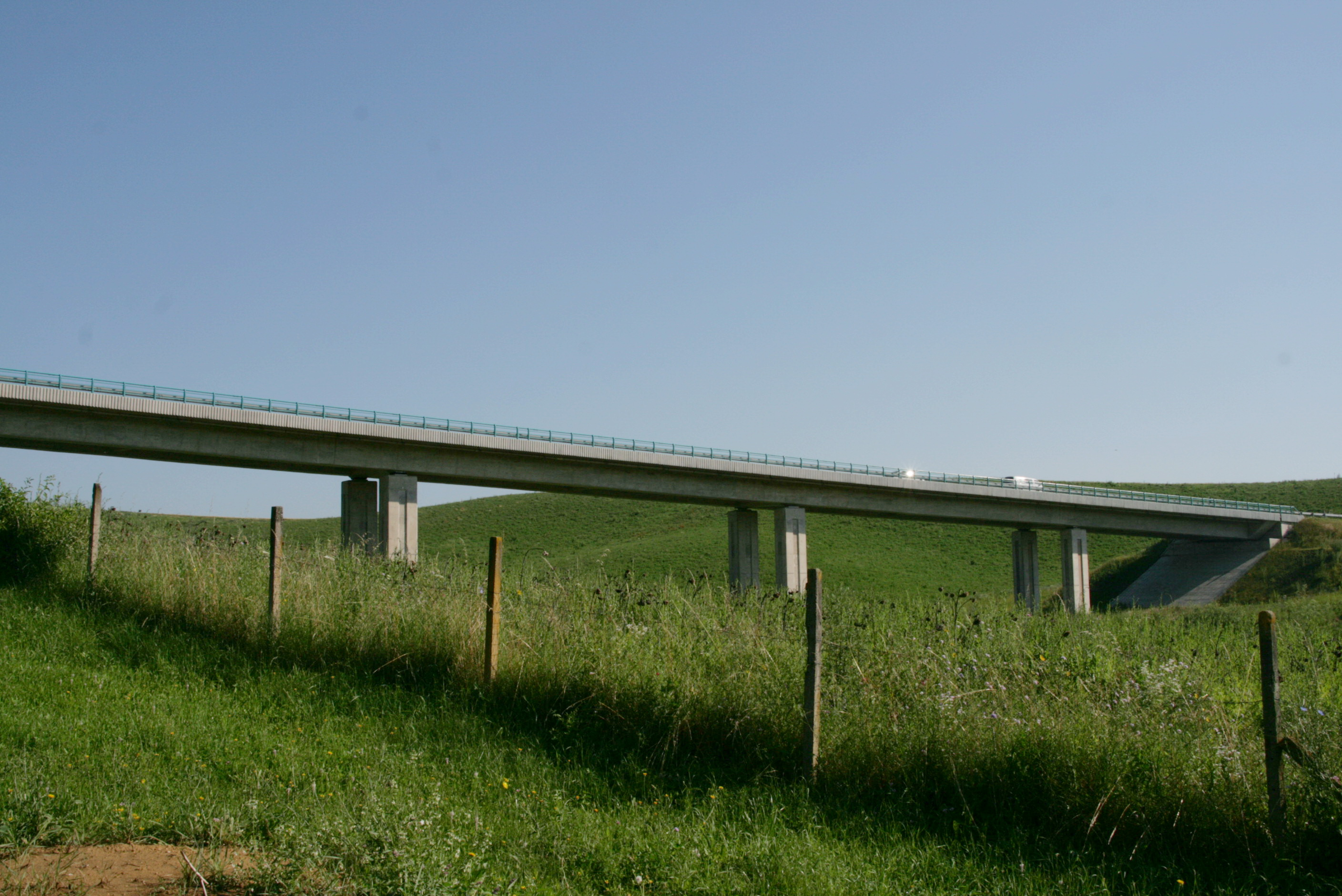
Az elkerülőút egyik völgyhídja
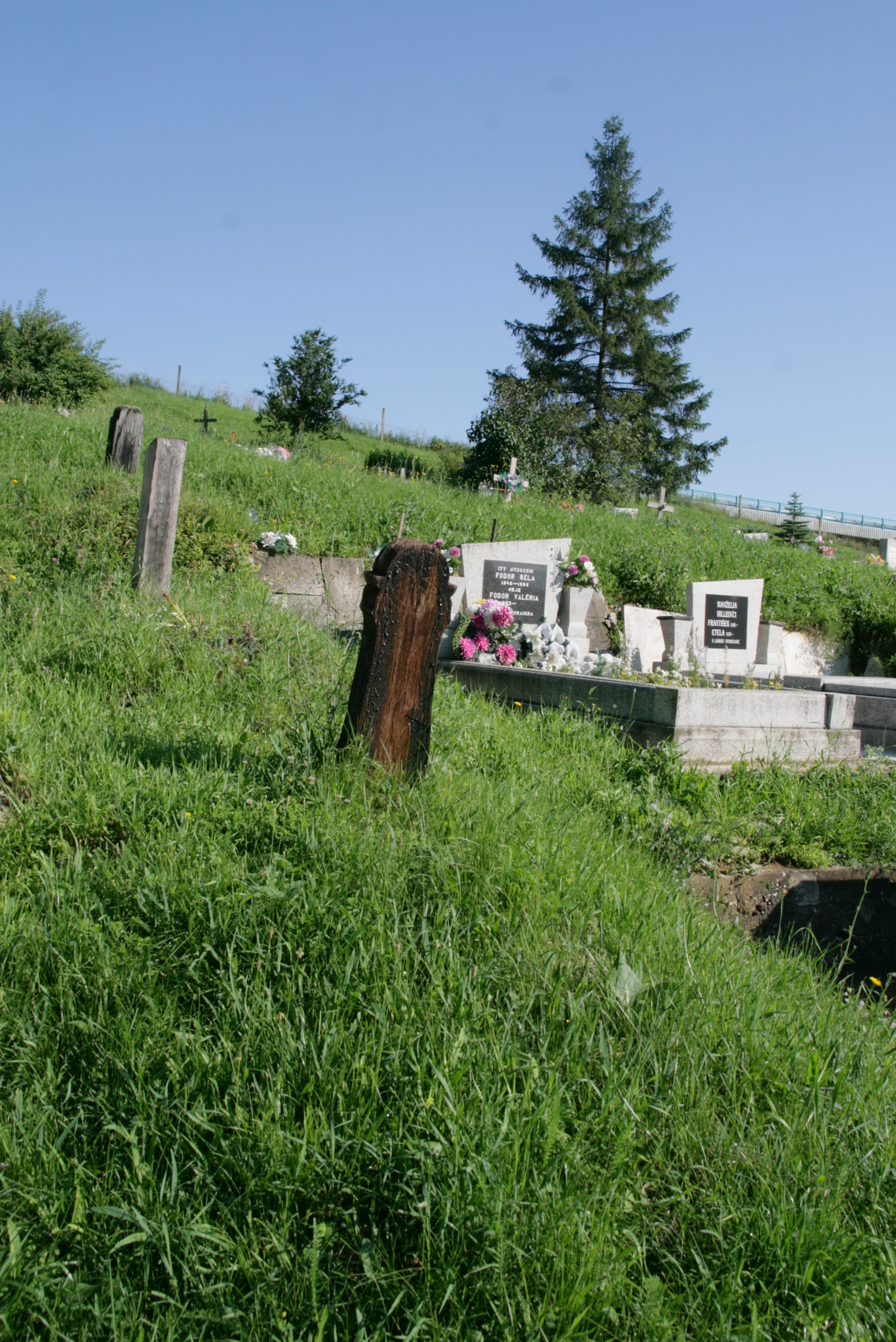
Temető
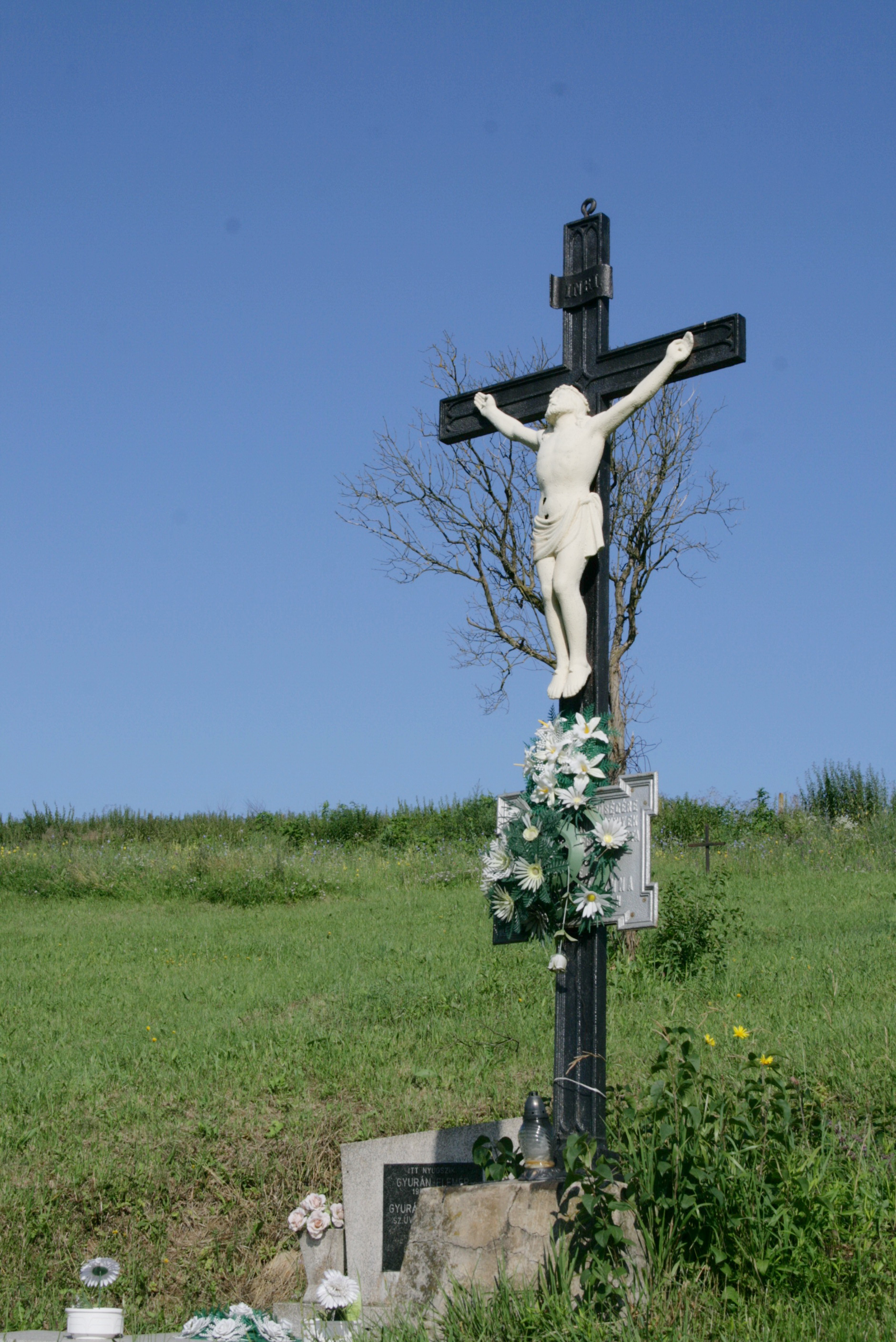
Temetői nagykereszt